# 1603
1603 (MDCIII) fue un año normal comenzado en miércoles según el calendario gregoriano.

## Acontecimientos
- 1 de enero: Fundación de Salamanca (Guanajuato, México)
- 24 de marzo: Fundación del Shogunato Tokugawa.
- 2 de junio: Le fue concedida la profesión Religiosa a San Martín de Porres (Lima-Virreinato del Perú).
- 25 de julio: Coronación de Jacobo I como rey de Inglaterra.
- 22 de diciembre: Ahmed I asciende al trono del imperio Otomano
- Fundación de la Academia de los Linces (Accademia dei Lincei).
- Japón - La sede del gobierno japonés se establece en Tokio.
- Costa Rica: Potente terremoto de 7.7 a 8.3 grados  golpeo fuerte la costa dejado olas gigantes, y destrucion.
- Filipinas - Sublevación de los colonos chinos contra las autoridades españolas.
- Países Bajos
  - Ambrosio Espínola toma el mando del sitio de Ostende.
  - Batalla de Sluys, en la que fallece Federico Spínola.
- Se descubre el continente antártico
- William Shakespeare escribe Othello, el moro de Venecia.[1]
- Miguel de Cervantes se muda a Madrid

## Fallecimientos
- 3 de marzo: Antonio de Villacastín, aparejador de la obra del Monasterio de El Escorial.
- 24 de marzo: Isabel I, la Reina Virgen, reina de Inglaterra entre 1558 y 1603 (n. 1533).
- 10 de julio: Joan Terès i Borrull, político catalán, virrey de Cataluña (n. 1538).
- 10 de diciembre: William Gilbert, médico inglés (n. 1544).
- 22 de diciembre: Mehmed III, político y militar turco, sultán del Imperio otomano.
- Federico Spínola, general genovés al servicio de España.
- Sharaf Jan Bidlisi (61), escritor, historiador, poeta y político kurdo iraní, autor del Sharafnama (libro de historia de los kurdos) y emir de Bitlis (f. 1543). Quizá falleció en 1604.